# ۱۵۰۰ خیابان لوئیزیانا

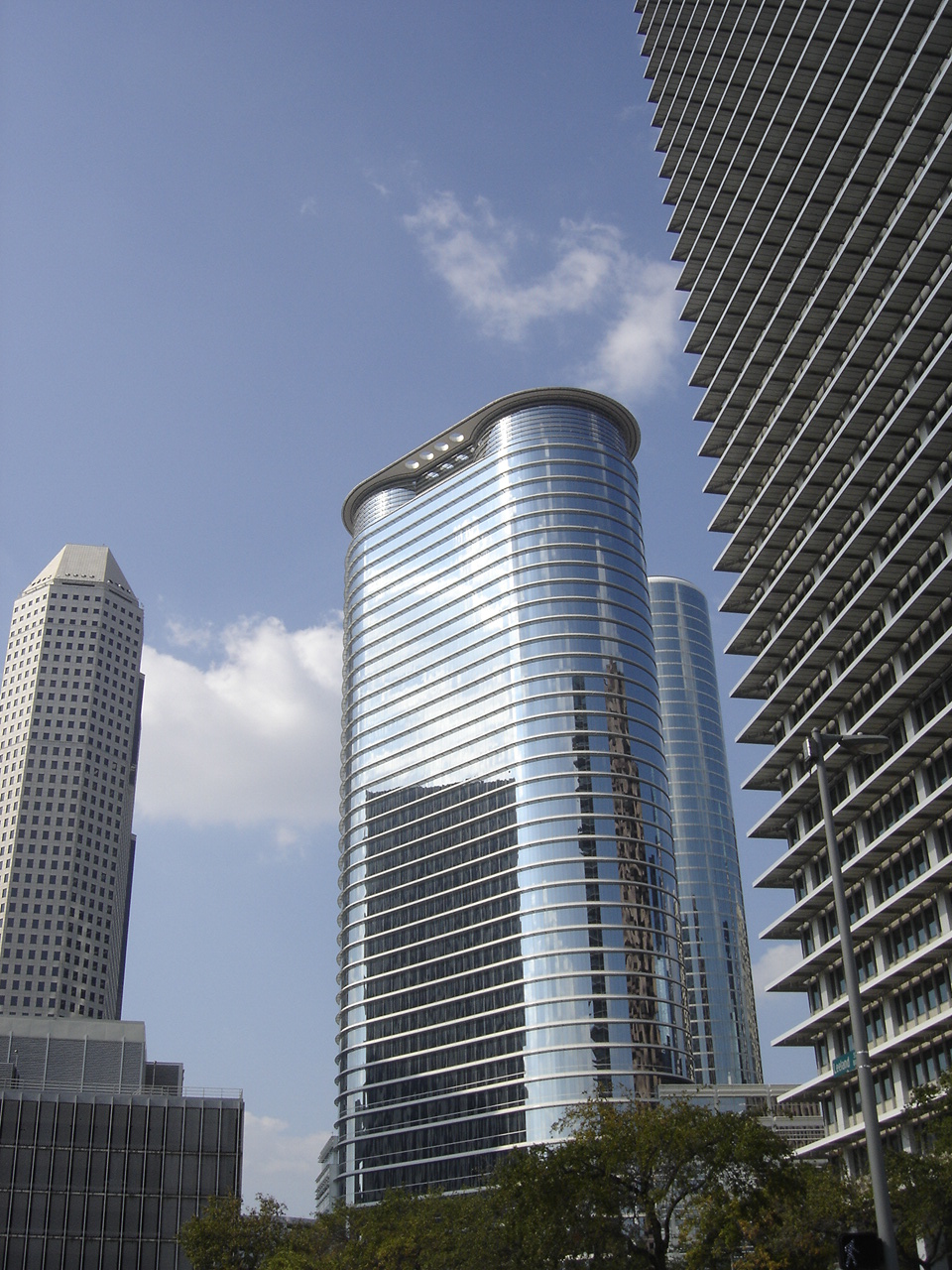

۱۵۰۰ خیابان لوئیزیانا (به انگلیسی: 1500 Louisiana Street) نام یک برج مرتفع در هیوستون در تگزاس است.
این برج در ۲۰۰۲ ساخته گردید، و ۱۸۳ متر ارتفاع دارد، که در سال ۲۰۰۹ هجدهمین برج بلند شهر بود.
معمار این برج پست‌مدرنیستی، سزار پلی است.
این ساختمان، سابقاً متعلق به شرکت انران، و شعبهٔ کنونی شرکت شورون در هیوستون است.